# 曜変天目茶碗 (藤田美術館)
曜変天目茶碗（ようへんてんもくぢゃわん）は藤田美術館所蔵の天目茶碗である。現存する3つの曜変天目茶碗のひとつであり、日本の国宝に指定されている。曜変天目茶碗の中では唯一外側面にも曜変がつよくあらわれているのが特徴である。

## 曜変天目茶碗とは

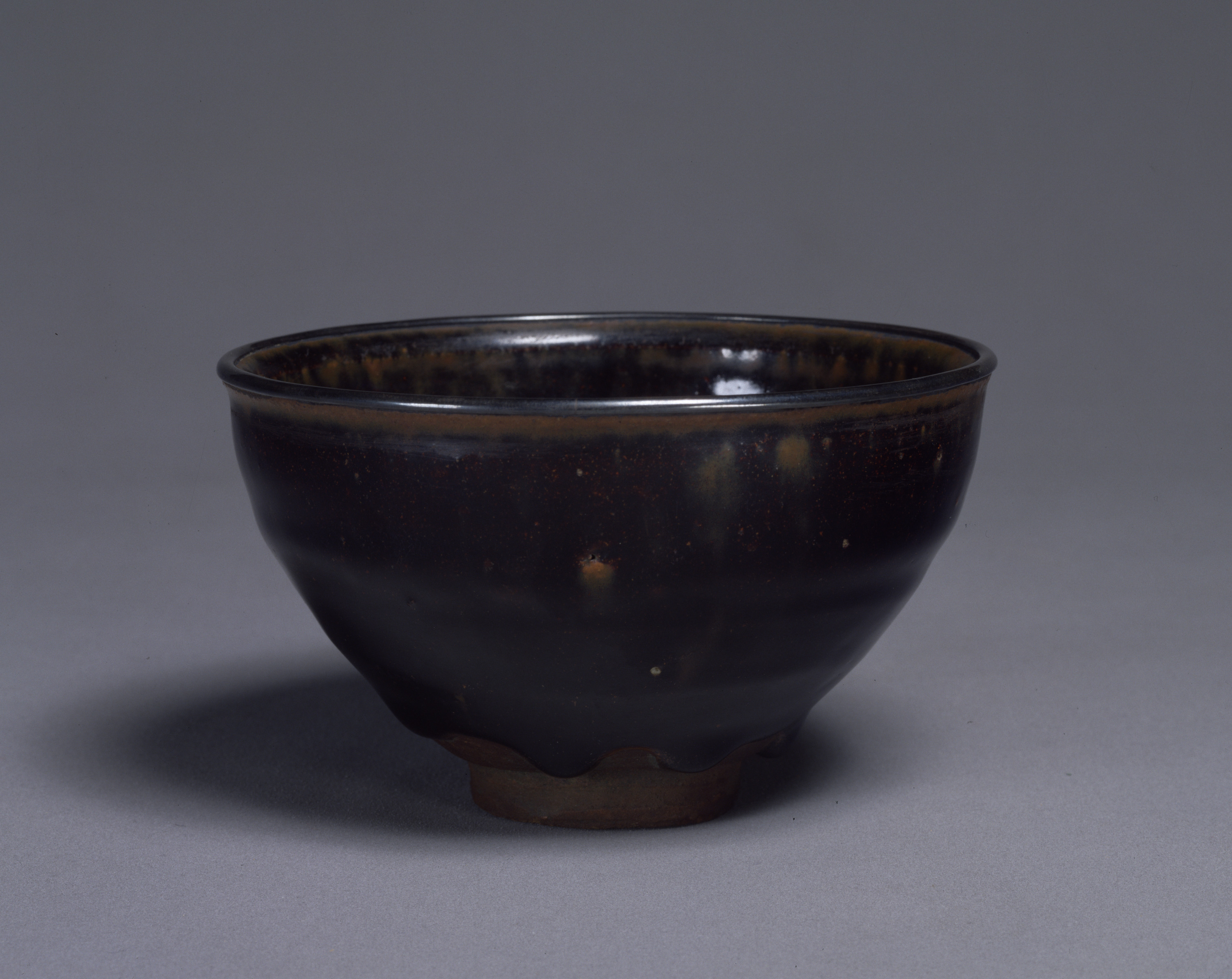
典型的な天目茶碗

曜変天目茶碗とは、中国福建省建陽市水吉鎮の建窯（けんよう）で宋代につくられた黒釉茶碗（建盞、けんさん）の一種である。「天目」は日本で鎌倉時代に生まれた語であり、黒釉茶碗の総称である。宋代の茶は白かったため、その色がよく映える黒釉茶碗は人気があり、日本においても鎌倉時代から室町時代にかけて唐物文化の代表格として主に禅宗寺院で重用された。「曜変」の語も室町時代の日本で生まれたものであり、黒釉による斑紋の周囲に青や緑や虹の鮮やかな光彩模様があらわれた茶碗を指す言葉である。曜変は建窯中での偶然の変化（窯変、ようへん）によってもたらされたと考えられており、曜変があらわれるメカニズムは2019年現在も解明されていない。曜変天目茶碗の現存する完品は世界に3品のみ、そのすべてが日本に存在し、いずれも国宝に指定されている。3品はそれぞれ静嘉堂文庫（東京）、藤田美術館（大阪）、龍光院（京都）が所蔵している。本記事ではそのうち藤田美術館所蔵のものについて詳述する。

## 外観

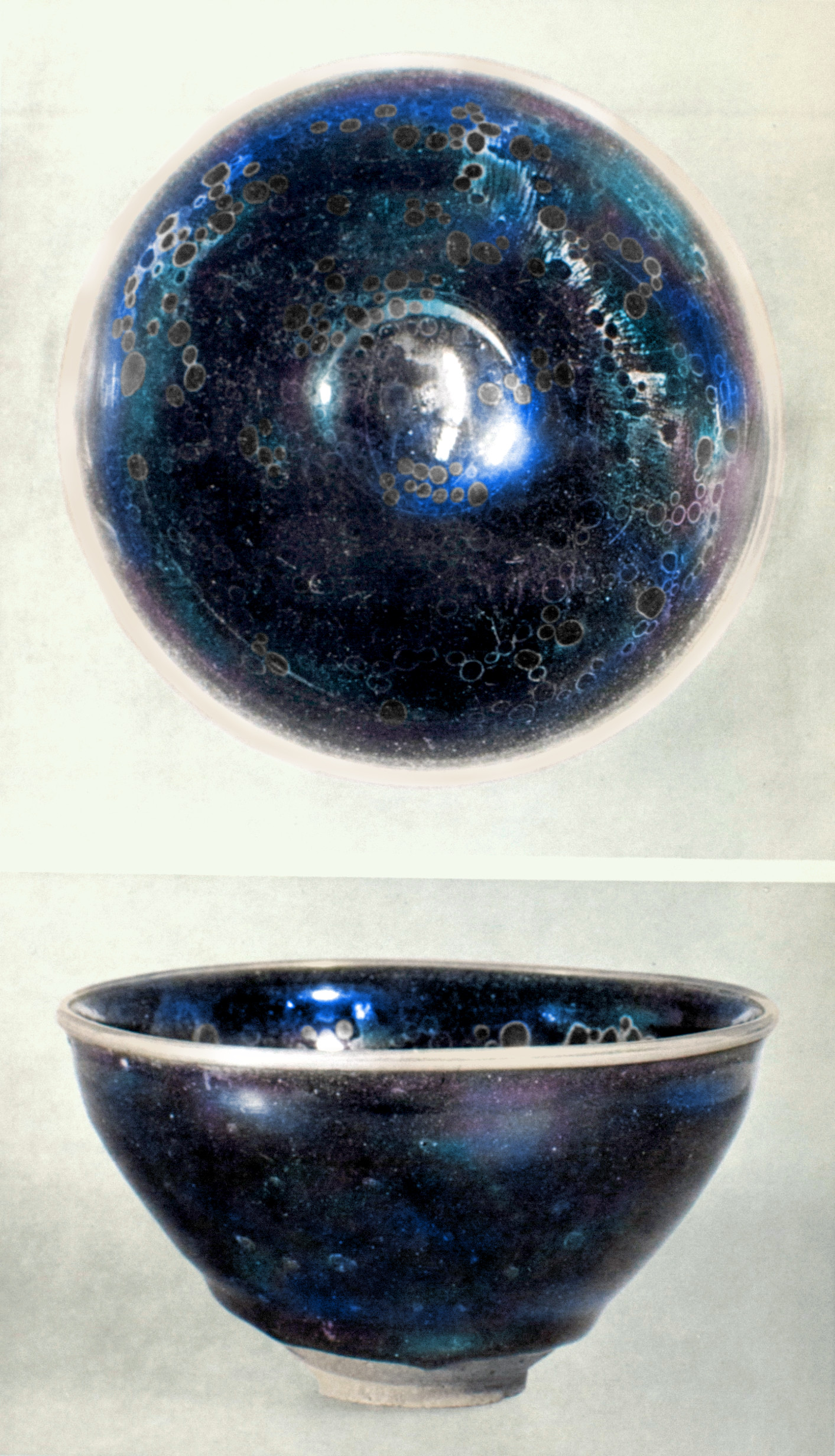

寸法は高さ6.8センチメートル、口径13.6センチメートル、高台径3.6センチメートルである。
形状は典型的な天目形（てんもくなり）である。すなわち、低く小さい高台には施釉せず（土見せ）、器形は漏斗状（外へ向かって開いている）で、口縁部がすぼまっている（鼈口、すっぽんぐち）形状である。
口縁部の赤い部分は釉薬の剥落を修繕したものである。その上から覆輪がかけられており、銀色の光沢を伴う。後述する2016年の蛍光X線分析によって覆輪の材質は数パーセントの銅を含む銀合金であることがわかった。黒釉は腰までかかっており、底部は土見せ、高台は丁寧に削り出されているが、畳付きがやや斜めになっている。他の曜変天目茶碗と同様に素地には灰黒色できめ細かく良質な陶胎が用いられているが、色合いは稲葉天目に比べてやや褐色味が強い。見込みには使用痕や貫入が見られる
茶碗の内側は光沢のある黒釉で覆われており、黒釉上にあらわれた斑紋は細い輪郭線のみのもの、内部が白むもの、真円状のもの、楕円状のものなど様々な形状のものが点在している。斑紋の周囲の光彩は藍や水色に強く輝き、見込みでは禾目様に縞状に並んでいる。長谷川祥子は禾目様の光彩を「オーロラのごとく斜めに流れて浮かぶ景色」と形容している。斑紋の輝きは稲葉天目と比べると淡くなっている。茶碗の内面のみならず外側面にも多数の斑紋が存在する。光彩の鮮やかさは静嘉堂文庫の曜変天目茶碗には及ばないものの、茶碗の内部・外部ともに曜変が強くあらわれているのは曜変天目3碗のうち本品のみである。

## 付属品
本品には4重の箱が付属している。一番外側の箱は春慶塗で、黒漆で「御茶碗曜変」との書付があるが筆者は不明である。二番目の箱は黒漆塗で藤田家の家紋である藤唐紋があしらわれている。これらふたつは藤田家お抱えの箱屋が製作したもので、通称「藤田箱」と呼ばれる。三番目の箱は水戸徳川家の箱で、蓋裏に「後楽園」の印章が押された和紙が貼り付けてある。四番目の箱は黒塗りで、痛みが激しい状態である。箱の他に紫色の縮緬袋も付属している。
天目台として唐花文字螺鈿天目台（高さ8.2センチメートル）が付属している。これがいつから付属品となったかは不明である。もともと黒漆台砂張覆輪が天目台として付属していたが、1918年の売立ての際に本品と別々に売却されている。

## 来歴
本品の判明している限り最古の所有者は徳川家康であり、それ以前の所有者は不明である。『諸家名器集』には「水府公御物 曜変天目」について「東照宮様、水府黄門源頼房卿へ被レ進候、歴世御直封之御家宝」と記されており、水戸藩藩祖であり家康の11男である徳川頼房が家康から拝領し、しばらくは水戸徳川家に伝わった。1918年（大正7年）10月に水戸徳川家によって売立てに出され、それを藤田平太郎が53,800円で購入した。奇しくも稲葉天目が小野家に渡ったのと同年である。その後は藤田家所有のまま、1951年の藤田美術館の設立に際して同館へと移管された。2024年時点でも同館が所蔵している。藤田美術館は東洋美術および茶道具の豊富なコレクションを備えており、本品はその中でも代表的な収蔵品とされている
1953年3月31日に国指定重要文化財に指定され、同年11月14日には日本の国宝に指定されている。

## 理化学的研究
2016年2月9日に電子顕微鏡による観察、蛍光X線分析、光ファイバー反射分光分析が行われた。これは国宝に指定されている曜変天目の本格的な理化学分析としては初めての試みである。その結果、黒釉はアルミニウム、ケイ素、カリウム、カルシウム、鉄を主成分とし、チタン、マンガン、ガリウム、ストロンチウム、ジルコニウムが少量検出された。その一方で現代の曜変天目風茶碗の製作にしばしば用いられるスズ、タングステン、ビスマスなどの重金属や、ケイ酸塩ガラスの青色着色剤に用いられるコバルトなどは検出されなかった。本調査で得られた分析結果は建盞の陶片から検出された成分構成と似通っており、通説通り本品が建盞に由来するものである可能性が高い。これは国宝曜変天目について理化学的に生産地を推測できる初のデータである。
また、曜変天目の光彩は通説では構造色、すなわち物質自体の色ではなく物質の微細構造による発色だとされている。蛍光X線スペクトルの解析の結果、本品の光彩は着色元素の有無によるものではないことが確かめられ、従来の通説である構造色説を追認する結果となった。これも国宝曜変天目の発色方法を理化学的に分析した初のデータである。

## 評価
本品は曜変天目茶碗 (静嘉堂文庫)および曜変天目茶碗 (龍光院)と共に曜変天目の三絶と並び称され、『大正名器鑑』では大名物とされている 。
矢部良明は本品を「たおやかな美しさもこの碗の気品の高さの重要な依り所」と評価し、稲葉天目と比較して「稲葉天目の崇高美に対して、この碗は貴婦人のような優美が基調となっている」と評価している。NHKの矢野正人は太陽光のもとで見た本品の輝き方を「太陽がひとしずくの光の塊となって結晶したのである。まるでアメーバのような形をしたその光は、茶碗の上を虹色に輝き、形を微妙に変化させながら這っていった」と形容している。